# Зарічне (Курманський район)
Зарі́чне (до 1948 року — Товма́й; крим. Tovmay) — село Курманського району Автономної Республіки Крим. Відстань до райцентру становить близько 32 км і проходить автошляхом E105.